# Elecciones presidenciales de Filipinas de 2016
Las elecciones presidenciales y vicepresidenciales de Filipinas de 2016 se celebraron el lunes 9 de mayo de 2016. El presidente en funciones Benigno Aquino III no puede presentarse a la reelección según lo que establece la Constitución Filipina de 1987. Por tanto, de estas elecciones saldrá el 16º Presidente de Filipinas. Los cargos de presidente y vicepresidente se eligen por separado y no conjuntamente votando a un mismo partido, como en Argentina, Colombia, Estados Unidos, entre otros. Por tanto, los candidatos ganadores pueden proceder de partidos políticos diferentes. 
A las 4.00 horas de la mañana (hora filipina) del martes 10 de mayo, el recuento provisional (no oficial) ponía a Rodrigo Duterte a la cabeza en número de votos (unos 14.788.000) para Presidente, y a Maria Leonor Leni Robredo a la cabeza para Vicepresidente, con casi 12.900.000 votos, seguida muy de cerca de Ferdinand Bongbong Marcos. El Congreso se reunió a finales de mayo para el escrutinio de los resultados, un resultado oficial emitiendo a Rodrigo Duterte y Leni Robredo como los ganadores de las carreras a presidente y vicepresidente, respectivamente. Fueron proclamados el 30 de mayo, a las 2:00 p. m. en la Cámara de Representantes.

## Resultados

### Presidente
| Candidato                   | Partido         | Resultado  | Resultado |
| Candidato                   | Partido         | Votos      | %         |
| --------------------------- | --------------- | ---------- | --------- |
| Rodrigo Duterte             | PDP-Laban       | 16.601.997 | 39,01%    |
| Manuel "Mar" Roxas II       | Liberal         | 9.978.175  | 23,45%    |
| Grace Poe                   | Independiente   | 9.100.991  | 21,39%    |
| Jejomar Binay               | UNA             | 5.416.140  | 12,73%    |
| Miriam Defensor Santiago    | PRP             | 1.455.532  | 3,42%     |
| Votos válidos               | Votos válidos   | 42.552.835 | 94,61%    |
| Roy Señeres (descalificado) | PMM             | 25.779     | 0,06%     |
| Votos nulos                 | Votos nulos     | 2.426.316  | 5,39%     |
| Participación               | Participación   | 44.979.151 | 81,5%     |
| Censo electoral             | Censo electoral | 55.739.911 | 100,00%   |

### Vicepresidente
| Candidato                          | Partido         | Resultado  | Resultado |
| Candidato                          | Partido         | Votos      | %         |
| ---------------------------------- | --------------- | ---------- | --------- |
| Maria Leonor "Leni" Gerona Robredo | Liberal         | 14.418.817 | 35,11%    |
| Ferdinand "Bongbong" Marcos Jr.    | Independientea  | 14.155.344 | 34,47%    |
| Alan Peter Cayetano                | Independienteb  | 5.903.379  | 14,38%    |
| Francis Escudero                   | Independiente   | 4.931.962  | 12,01%    |
| Antonio Trillanes                  | Independientec  | 868.501    | 2,11%     |
| Gregorio "Gringo" Honasan          | UNA             | 788.881    | 1,92%     |
| Votos válidos                      | Votos válidos   | 41.066.884 | 91,30%    |
| Votos nulos                        | Votos nulos     | 3.912.267  | 8,70%     |
| Participación                      | Participación   | 44.979.151 | 81,5%     |
| Censo electoral                    | Censo electoral | 55.739.911 | 100,00%   |

Notas
aMiembro del Partido Nacionalista, que no presentó un candidato oficial; fue el candidato invitado de Miriam Defensor Santiago (PRP) para vicepresidente.
bMiembro del Partido Nacionalista, que no presentó un candidato oficial; fue el candidato invitado de Rodrigo Duterte (PDP-Laban) para vicepresidente.
cMiembro del Partido Nacionalista, que no presentó un candidato oficial; además de ser el único candidato a vicepresidente que no acompañaba a ninguno de los candidatos a presidente. Apoyado por el partido Magdalo.